# Great Expectations (ER)
Great Expectations is de achtste aflevering van het zesde seizoen van de televisieserie ER, die voor het eerst werd uitgezonden op 25 november 1999.

## Verhaal
Het is Thanksgiving Day en Hathaway krijgt weeën op een metrostation, gelukkig voor haar komt dr. Kovac voorbij. Hij neemt haar mee naar de SEH en zij bevalt daar van haar eerste kind, een dochter. Voor de tweede bevalling wordt zij meegenomen naar de afdeling verloskunde waar verpleegster Abby Lockhart haar overneemt. Dr. Greene had beloofd dat hij haar zou helpen bij de bevalling en wordt daarom gebeld. Dr. Greene had vandaag een etentje met dr. Corday, zijn vader David en zijn dochter Rachel, hij verlaat hen om Hathaway bij te staan. Dan bevalt Hathaway van haar tweede kind, ook een dochter en noemt hen Tess en Kate. Ondertussen krijgt Rachel haar eerste menstruatie en wordt David eropuit gestuurd om maandverband te halen, dit gaat niet helemaal goed en belandt uiteindelijk ook op de SEH.
Dr. Kovac behandelt een oudere vrouw die stervende is en vandaag is ook toevallig haar verjaardag.
De dokters van de SEH komen er maar niet achter wat een patiënte mankeert, dr. Malucci verbaast iedereen als hij wel weet wat de patiënte mankeert.

## Rolverdeling

### Hoofdrollen
- Anthony Edwards - Dr. Mark Greene
- John Cullum - David Greene
- Yvonne Zima - Rachel Greene
- Noah Wyle - Dr. John Carter
- Laura Innes - Dr. Kerry Weaver
- Alex Kingston - Dr. Elizabeth Corday
- Michael Michele - Dr. Cleo Finch
- Goran Višnjić - Dr. Luka Kovac
- Erik Palladino - Dr. Dave Malucci
- Amy Aquino - Dr. Janet Coburn
- David Brisbin - Dr. Alexander Babcock
- Julianna Margulies - verpleegster Carol Hathaway
- Laura Cerón - verpleegster Chuny Marquez
- Yvette Freeman - verpleegster Haleh Adams
- Conni Marie Brazelton - verpleegster Connie Oligario
- Deezer D - verpleger Malik McGrath
- Elizabeth Rodriguez - verpleegster Sandra
- Lily Mariye - verpleegster Lily Jarvik
- Maura Tierney - verpleegster Abby Lockhart
- Montae Russell - ambulancemedewerker Dwight Zadro
- Emily Wagner - ambulancemedewerker Doris Pickman
- Kristin Minter - Randi Fronczak

### Gastrollen (selectie)
- Montrose Hagins -  Mrs. Olson
- Robert Dolan - kinderarts
- Russ Reed - oude man
- Todd Truley - portier